# Kallirrhoë (Tyros)
Kallirrhoë (altgriechisch Καλλιρρόη Kalirrhóē, deutsch ‚die Schönfließende‘) ist eine tyrische Quellnymphe (Najade) in der griechischen Mythologie.
Nach Nonnos wurde sie zusammen mit ihrer Mutter Abarbaree und der Najade Drosera eine der drei Stammmütter der Tyrer, nachdem sie von Dionysos bewundert und von Eros’ Pfeilen getroffen worden waren. Laut Wolf Wilhelm von Baudissin waren Kallirrhoë und Drosera Erfindungen des Nonnos.